# Herstedvester
Herstedvester er en bydel i Storkøbenhavn, beliggende i Albertslund Kommune. Kommunen har 27.677 indbyggere  (2024). Oprindeligt var den én af Hedeboegnens mange landsbyer, en af dem med egen kirke og det udgør derfor også et ejerlav og et sogn. Hersted kommer enten af mandsnavnet '*Hæri'  eller flertal af det gammeldanske substantiv hær, som betyder 'kriger'. Herstedvester betyder altså "Hæris sted" eller "Krigernes bebyggelsessted". Forstavelsen hær i betydningen 'kriger' findes i flere danske stednavne, f.eks. Herlev. 

## Historie

### Forhistorisk tid
Arkæologiske udgravninger på Damgårdsarealet har man gjort fund, som viser spor af en stenalderbebyggelse på stedet fra omkring år 3.500 f.Kr. Beboelsen var dog ikke permanent, men det var dog almindeligt, at man nedlagde byerne og flyttede dem, hvis levevilkårene viste sig bedre andre steder.
Først fremme i jernalderen findes der spor af en fast bosættelse. På Damgårdsarealet fandt arkæologerne spor af 13 huse delvist afgrænset af ett hegn, som er daterede til omkring år 200 e.Kr. Fra det tidspunkt kan man altså sige, at der har boet folk fast i området.

### Middelalderen
Den første skriftlige kilde er det brev som Esben Ovesen skriver til Æbelholt Kloster i Nordsjælland i 1248. I brevet, som er på latin, overdrager han jordegods i Hæstæde væstræ, samt Brøndby østræ som sjælegave. Når man i 1248 udtrykkelig omtaler Herstæde wæstre, må der jo også dengang have været et Herstæde østræ.
I kilderne kan man med mellemrum følge Herstedvester fra midten af 1200-tallet og frem igennem middelalderen, men oplysningerne er sparsomme og landsbyen nævnes oftest i forbindelse med ejendomshandler. I middelalderen havde Roskilde Domkirke udstrakte jordbesiddelser i området. Kanniker ved domkirken fik indtægter fra jorden - opdelt i præbender - dette er beskrevet i Roskildekrøniken. Historikere mener, at præbendet Herstede blev oprettet allerede i år 1081 af Roskildes biskop Svend Nordmand, så byen faktisk er meget ældre end 1248. Det er blevet anslået, at Herstedvester i 1200-tallet bestod af 14 gårde.
Op gennem 1100- og 1200-tallet blomstrede kirkebyggeriet i Danmark. Således også denne lokale landsbykirke – Herstedvester Kirke – bygget sidst i 1100-tallet eller begyndelsen af 1200-tallet, men oprindelig har der været en trækirke inden den nuværende stenkirke.

### Tiden 1530-1850
Efter reformationen i 1536 overgik store dele af kirkens ejendomme til kongen. I 1561 købte kronen ikke mindre end seks gårde i Herstedvester – svarende til ca. halvdelen af byens jord. Senere købtes yderligere ejendomme i byen. I begyndelsen af 1600-tallet var kongen således den helt dominerende godsejer i dette område.
Ved indførelsen af enevælden i 1660 var landets finanser dårlige. Løsningen blev at udskrive flere skatter. Kongemagten ville beskatte jorden i forhold til, hvor meget jord bonden rådede over. Derfor opmålte hvor meget jord hver eneste bonde i landet havde. Man fik en matrikel over alle landets bønder, og således også dem i Herstedvester.
I 1682 bestod Herstedvester af 13 bondegårde 1 hus med jord og 6 huse uden jord. Det samlede dyrkede areal udgjorde 618,3 tønder land skyldsat til 157,74 tdr hartkorn. Driftsformen var trevangsbrug. I dag er der kun tre af gårdene tilbage, da de øvrige enten er blevet flyttet uden for landsbyen for at komme nærmere markerne, eller ganske enkelt brændt ned. Matriklen viser også at af de 13 bondegårde, ejedes de 12 af Kongen. Den sidste tilhørte Vartov hospital i København. Alle bønder var altså fæstebønder hos en større jordejer.
Men det havde stor betydning, at bønderne ikke var fæstere for en privat godsejer, men hos offentlige institutioner som kongemagt eller kirker. Den udnyttelse af fæstebøndernes arbejdskraft, som man ofte hører om i forbindelse med herregårdene, har der ikke været tale om. I reglen har de bare betale sig fra ydelserne med penge og ikke i form af pligtarbejdet. Det medførte bedre tid til at dyrke jorden derhjemme i modsætning til fæstebønder på private godser, hvor pligtarbejdet for herremanden kunne tage det meste af bondens tid.
Fæstebønderne 1682 var Hans Christophersens enke, Laurs Petersen, Laurs Madsen, Olle Hansen, Anders Nilausen, Mads Christensen og Eske Jensen, m.fl.
Landsbyen lå på langs af landevejen mellem København og Roskilde, ved den vigtige krydsning med Store Vejleå, men i 1774 færdiggjordes den nye landevej Kongevejen, den nuværende Roskildevej.
Byens jord var opdelt i tre vange. Vest for landsbyen lå Krovangen, der havde navn efter Roskilde Kro. I 1800-tallet havde kroejeren Anton Brødum en omfattende brændevinsproduktion her.
I nordøst lå Bjerge Vangen, det er der hvor husene på Galgebakken ligger i dag og mod sydøst Hedevangen. De tre vange anvendtes på skift til de tre; rug, byg og græs. Hver af de tre vange var igen opdelt i 55 åse. Åsene havde navne, og en del af disse gamle marknavne er genbrugt i f.eks. Topperne og Hyldespjældet. Veje som Skallerne og Roholmsvej er også opkaldt efter de åse, der lå på stedet. De 55 åse var igen inddelt i de enkelte bønders agre. Hver bonde havde sin jord spredt rundt i vangene, bønderne havde en ager i hvert ås, altså 55 forskellige steder. At dyrke jorden på denne måde var uhyre besværligt, og hver bonde kunne ikke bare gøre, som det passede ham. Man måtte bestemme i landsbyen, hvornår man startede markarbejdet, hvornår man høstede osv. Dette fællesskab havde fungeret i alle danske landsbyer siden middelalderen.
Administrationen af vedtægterne skete på bystævnet. Her samledes alle byens gårdmænd, de udgjorde bylavet. Bystævnet var en vigtig institution for landsbyen. I spidsen for bylavet sad oldermanden. Hvervet som oldermand gik på skift fra år til år. Oldermandshvervet var borgerligt ombud, dvs. man kunne ikke nægte. Posten var nemlig ikke altid lige behagelig. Det var oldermandens pligt at udrede stridigheder mellem bønderne, han skulle idømme bøder og var en datidens politibetjent i byen. Skulle der arresteres forbrydere eller fortages ransagning, var det også oldermandens job.
I slutningen af 1700-tallet startede store reformer af landbruget i Danmark. Det irrationelle dyrkningssystem kunne ikke bestå i længden. I Herstedvester tog en bonde ved navn Lars Olsen i 1783 initiativ til at få byens jord omfordelt. Han søgte om at få en samlet jordlod i udkanten af landsbyens mark, ved Roskilde Landevej. De andre bønder var ikke glade for at bryde op det gamle system. Herstedvesters bønder var stadig fæstere hos kongen, og i starten var der kun Lars Olsen og en gårdmand mere, der var positivt stemt. Efter længere tids diskussioner gik de andre med på forandringerne. Hver af de fjorten bønder fik derefter sin jord samlet på et sted, bystævnets rolle var dermed udspillet, og sognefogederne overtager 1791 oldermandens opgaver.
Loven om kommunalvæsen på landet vedtages 1841, og man indfører de såkaldte sogneforstander, forløberne for sogneråd og dagens kommunalbestyrelser. Sogneforstanderskaberne får på en flere områder lov at tage egne beslutninger. I Herstedvester fortsatte man dog at vælge oldermænd. I 1846 havde oldermændene visse pligter i forbindelsen med opkrævning af skatter og afgifter. Herstedvester havde altså en periode i 1800-tallet med en glidende overgang mellem det gamle fællesskabssystem og det moderne demokrati.
Trippendals Galge var til skræk og advarsel for de rejsende placeret lige op ad den gamle landevej mellem København og Roskilde. Den sidste henrettelse skete i 1791. Det var en skåning, Inger Olsdatter, der havde født i dølgsmål og dræbt sit barn. Hun blev idømt dødsstraf. Barnets far havde fået benådning af Christian 7., men benådningen nåede ikke retterstedet på Trippendals Galge i tide til at stoppe henrettelsen.

### Tiden 1850-1960
Landsbyen var i 1916 tæt på en brandkatastrofe, da gården Birkelund (som dengang lå inde i landsbyen), blev flammernes bytte. Et par huse gik med i købet, inden man fik ilden under kontrol og efterfølgende slukket den. I første halvdel af 1900-tallet var Herstedvester stadig en fungerende landsby med gårde, forretninger og håndværkere. Fra 1930erne fik landbruget en sidste opblomstring som storleverandører af grøntsager til København. I 1950 var der 57 gartnerier i Herstederne, men i de følgende år blev grøntsagsdyrkningen gradvist afviklet.
I 1932 påbegyndtes byggeriet af Herstedvestersenderen på et 24 tdr. land stort stykke af Bakkegårdens jorder ved Gammel Landevej. På grund af nærheden til den forhenværende Trippendal Galge fandt man under dette arbejde en del menneskeknogler. Senderen blev taget i brug i 1934. Fra dette år og frem til 1951 stod der derfor Herstedvester på radioens skala på mellembåndet på alle danskproducerede radioer.
Den 125 meter høje mast kunne ses vidt omkring og blev et vartegn for Herstederne. I 1948 begyndte man fra senderen at transmittere udsendelser i kortbølge til danske i udlandet, hvilket krævede opstilling af tre 110 meter høje antenner samt anden udvidelse af stationen. I 1952 blev to nye master rejst på Damgårdsarealet på grund af indførslen af program 2 og i 1970'erne blev der opsat parabolantenner til TV. Mellembølgesenderen i Herstedvester blev i 1983 nedlagt i forbindelse med at den hidtidige teknologi blev afløst af FM. Selve antennen blev taget ned 1987.
Kortbølgesendingerne fortsatte til 1990, hvorefter DR lejede sig ind på en kraftigere sender i Kvitsøy i Norge.
Sendehallen står der endnu, og det samme gælder de boliger, der var blevet opført rundt om stationen til de mange ansatte. Det hele er opført i den for opførelsestidspunktet karakteristiske funkisstil.
Anstalten ved Herstedvester blev bygget og taget i brug i 1935 til brug for psykopatforvaring og -fængsel, som det hed dengang. I en kort periode efter befrielsen i 1945 blev stedet brugt af modstandsbevægelsen til internering af landssvigere.
I dag bruges anstalten især til indsatte, der afsoner lange fængselsstraffe og er hårdt belastet kriminelt, socialt og af misbrug.
Desuden har grønlandske indsatte i Danmark siden 1986 været samlet i en særlig afdeling ved anstalten i Herstedvester med tilknyttet grønlandsk personale.

### Tiden efter 1960
Ved den store udbygning af Albertslund i 1960- og 1970'erne ændredes landsbyens omgivelser sig radikalt fra landsby til forstad: Fra 1967 plantedes Vestskoven nord og vest for forstaden på tidligere landbrugsområder, og på markerne øst og syd for landsbyen byggede man lave boligbebyggelser. Lige op til den gamle landsby ligger et idræt- og fritidsområde med Albertslund-hallerne og Albertslund Stadion, samt boldbaner, tennisbaner og det store udendørs badeanlæg Badesøen.
I den gamle landsby findes stadig den dag i dag fællesområder, hvor de gamle gadekære lå. De tre gårde og byens øvrige huse fastholder den oprindelige byudformning.

## Befolkningsudvikling i Herstedvester landsby
- 1787 186 indbyggere
- 1801 172 indbyggere
- 1834 382 indbyggere
- 1840 389 indbyggere
- 1845 421 indbyggere
- 1850 394 indbyggere
- 1855 388 indbyggere
- 1860 503 indbyggere
- 1870 430 indbyggere
- 1880 407 indbyggere
- 1890 392 indbyggere
- 1901 414 indbyggere
- 1906 492 indbyggere
- 1911 355 indbyggere

## Bygninger i Herstedvester landsby

### Herstedvester Kirke
Herstedvester Kirke er fra 1100-tallet og oprindeligt opført af tilhuggede kalkstensblokke fra Stevns. I 1800-tallet blev kirken omfattende restaureret og kalkblokkene blev dækket med en skalmur. Der går en vindeltrappe op til loftet, hvor man kunne søge beskyttelse i ufredstider.

### Herstedvester Rytterskole
I 1720erne lod Frederik 4. opføre 240 små rytterskoler i landsbyer, hvor ryttersoldaterne boede. De var Almueskoler for soldaternes og bøndernes børn. Skolebygningen med lærerbolig, som lå midt i landsbyen i et rødt stråtækt hus på Storestræde 22, Det havde allerede under den tid som Jens Thorstensen fungerede som lærer, i midten af 1800-tallet, været problem med pladsen i den lille skolestuen. I 1837 var der 123 børn i skolen – som dog ikke blev undervist samtidigt, men det svært at gennemføre den såkaldte “indbyrdes undervisning”, som gik ud på, at ældre eleverne til en vis grad underviste yngre. Pladsen blev endnu mere kneben efter Forbedringshuset på Vridsløselille Mark åbnede i 1859. Børnene af de fængselsfunktionærer som var bosat ved Roskildevej hørte også til skolen i Herstedvester. Skolebygningen fungerede som skole frem til 1912, hvor en ny skole blevet opført nord for landsbyen. Skolen kom til at ligge mere centralt i skoledistriktet; halvvejs mellem Herstedvester og Risby.

### Herstedvester Brugsforening
Den Rytterskole blev 1912 overtaget af Herstedvester Brugsforening, som indrettede den til Brugsbutik og bolig for brugsuddeleren. Sidst i 1920'erne lå medlemstallet i brugsforeningen på omkring 250 medlemmer. Butikslokalet var kun på 35 m², men blev i 1957 udvidet til det dobbelte, der tilkom lagerrum og kælder og butikken fik både køleskab og fryser. Brugsen i Herstedvester landsby flyttet i 1968 til en moderne butik i Vestcenteret ved Egelundsvej.
Den gamle Rytterskole og Brugs findes stadig og anvendes i dag af Herstedvester menighedsråd.

### Forsamlingshuset
Herstedvester Gymnastik- og Forsamlingshus er bygget 1907 og blev en vigtig del af fællesskabet i landsbyen. Her fik bønderne muligheder for at samles til alvor og fest. Huset fik af landsbyboerne navnet ”Slæven” på grund af sit skævslidte gulv. En vigtig funktion var brugen af huset til gymnastik. Huset ligger på Herstedvesterstræde 66.

### Gårde
En del gamle huse i landsbyen er bevaret, således også tre oprindelige gårde i selve landsbyen. De er dog er kraftigt ombyggede. Resten af gårdene er enten revet ned, flyttet uden for landsbyen til deres marker, eller brændt.
- Bakkegården: Hvor småkagefabrikken af samme navn startede. Gården er i dag udlagt til boliger.
- Baunegården Fungerede som daginstitution.
- Birkelundgården: Gården som tidligere lå i landsbyen brændte i maj 1916. I stedet for at opføre gården samme sted, valgte ejeren Søren A. Hansen at bygge en helt ny gård på sine marker sydøst for byen, altså der hvor Birkelundgård ligger i dag. Gården adskiller sig fra de andre gårde ved, at den er tegnet af en uddannet arkitekt, nemlig Ivar Bentsen. I 1930’erne blev en del af Birkelunds jord solgt til staten til brug for opførelse af forvaringsanstalten, og i 1971 købte Albertslund Kommune resten af gården. Hovedbygningen anvendes i dag til møder, konferencer og kunstudstillinger. Det gamle stuehus ligger stadig i Herstedvesterstræde.
- Hjørnegården: Hovedhuset var bygget 1915. I 1960'erne under de store anlægsarbejder var gården plads for de kommunale gartnere senere blev gården kommunal rideskole og et stort ridehus blev bygget. Da man nedlagde rideskolen 2004 var planer på at bygge ridehuset om til tennis- og badmintonhal, det blev dog ikke til noget, da taget var af asbest. Kommunalbestyrelsen besluttede derfor at nedrive gården i 2012 for at give plads til flere boliger. [6]Området er i dag udlagt til boliger.
- Horsholmgården (også kaldet Vestergård) er domicil for firmaet Multi-Scan.
- Langagergård har været beboelsesejendom og siden foreningshus for bl.a. spejderne.
- Pilegården der brændte i 1960.
- Stenmosegården Fungerede som bibliotek men siden blev lukket og revet ned.
- Søndergården Fungerede som skole for adfærdsretarderede/-vanskellige børn.

## Kultur
På Herstedvesterstræde mellem Bakkegården og kirken, hvor der tidligere lå et sprøjtehus, rejstes 5. maj 1947 en stor mindesten for befrielsen med texten: 5. maj 1945. "Gud hjælpe dem der har lidt og stridt, til det blev forår og Danmark frit", et citat taget fra tredje vers af modstandssangen "En lærke letted" af Mads Nielsen (1945).
Kunstmaleren Peder Mørk Mønsted malede i 1923-1924 flere malerier med Herstedvestermotiv.

## Personer fra Herstedvester
- Valdemar Hansen (1886-1972) Glostrups sognerådsformand 1929-1952 og derefter borgmester indtil 1962.
- Zakarias Nielsen 1844-1922 lærer, forfatter, digter og titulær professor samt hovedstyrelsesmedlem i Danmarks Lærerforening.
- Michael Mio Nielsen (1965-) fodboldspiller i Albertslund IF, BK Frem, Lille OSC og FC København.
- Hans Stig Trappaud Rønne 1887-1951 olympisk mester i holdgymnastik 1920.